# Woody
Woody (dawniej Weringdale) – obszar niemunicypalny w hrabstwie Kern, w Kalifornii (Stany Zjednoczone), na wysokości 504 m.